# A円
A円（エーえん）とは、1946年に通貨として流通させる目的でアメリカ軍が発行した軍票である。

## 概要
A円は連合国の共通軍票であるAMC（Allied forces Military Currency）軍票の1種であり、他の連合国にも発行権があったが、日本円建ての軍票を発行したのはアメリカ軍のみであった。
A円はB円と同時に発行が計画され、日本の敗北を見越して1945年春には完成しており、沖縄本島を占領したアメリカ軍によって先に沖縄でB円が使われ始めた。
A円のデザインは肖像や風景などの具象的なものではなく彩文模様であり、これはアメリカ軍が占領した地域で使用した軍票と共通したものであった。またB円と比較して表に印刷された袋文字が「A」であるか「B」であるかの違いしかない。
なぜ同じ日本円に対し二種類の紙幣を用意したのかについては、A円は日本によって占領されていた地域で用いるのを想定し、B円は日本本土侵攻作戦に用いるのを想定したとされている。実際にA円は朝鮮半島における日本円の発券銀行であった朝鮮銀行券の流通地域のうち、アメリカ軍が占領した南朝鮮（現在の大韓民国）で法定通貨とされた。しかしながら、A円は日本国内でも一時的に沖縄の八重山諸島でも使われたほか、アメリカ軍基地間での決済のみで使用されたが、外部への流出は禁止された。
B円が米軍占領下の沖縄県や鹿児島県奄美群島（トカラ列島含む）において1948年から1958年まで使用されていたのに対し、A円は1950年に韓国銀行が設立されウォン紙幣が発行されたことから、数年でその使命を終えた。

### 規格

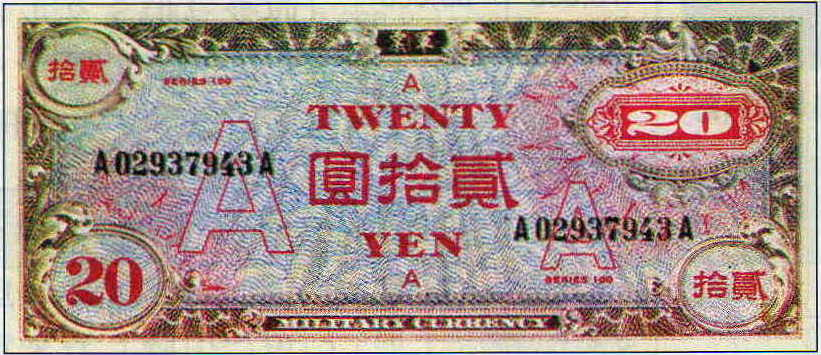
A型軍票(20円)

デザインは人物肖像無しの唐草模様で構成されており、発行者や兌換保証を示す表記は一切無い。
- 百円券（サイズ[mm]：66×155）
- 弐拾円券（サイズ[mm]：66×155）
- 拾円券（サイズ[mm]：66×112）
- 五円券（サイズ[mm]：66×112）
- 壱円券（サイズ[mm]：66×78）
- 五拾銭券（サイズ[mm]：66×78）
- 拾銭券（サイズ[mm]：66×78）